# Aloisia Schirmer
Aloisia Schirmer (* 9. März 1878 in Wien; † 15. Dezember 1951 ebenda) war eine österreichische Heimarbeiterin und Politikerin der Christlichsozialen Partei (CSP).

## Politische Funktionen
- 1918–1919: Mitglied des provisorischen Gemeinderates der Stadt Wien, CSP
- 1920: Abgeordnete zum Gemeinsamen Landtag von Niederösterreich, Wahlkreis IV, CSP
- 1933: Vorstandsmitglied der Katholischen Frauenorganisation (KFO)
- 1933: Mitglied der Landesparteileitung der CSP Niederösterreich
- Vorsteherin der Christlichen Heimarbeiterinnen von Wien

## Politische Mandate
- 22. Juni 1921 bis 20. November 1923: Abgeordnete zum Nationalrat (I. Gesetzgebungsperiode), CSP